# Braarudosphaera bigelowii
Braarudosphaera bigelowii is een eencellige alg, een coccolithofoor, die deel uitmaakt van het fytoplankton en een fossielenbestand heeft dat teruggaat tot 100 Ma geleden in het Krijt. De familie Braarudosphaeraceae bevatte zes geslachten in het fossielenbestand, maar daarvan zijn alleen B. bigelowii en B. magnei als enige soorten overgebleven.
Ze zijn typisch omringd met plaatjes van calciumcarbonaat met onduidelijke functie. Deze plaatjes worden coccolieten genoemd en zijn belangrijke microfossielen. 

## Bijzonderheden
Deze alg is net zoals planten een fotoautotroof organisme en fixeert koolstof door fotosynthese. In 2013 is aangetoond dat de eencellige alg B. bigelowii, een stikstoffixerende symbiotische bacterie heeft, de cyanobacterie UCYN-A. Ondanks dat deze laatste blauwalg genoemd wordt is het een prokaryoot. Deze bacterie presenteert zich als een rond organel in elektronenmicroscopie (TEM) in het cytoplasma van de algencel.
Genetisch onderzoek heeft uitgewezen dat de cyanobacterie en de alg 100 Ma geleden symbiose aangegaan zijn. Er vindt een uitwisseling plaats van de door de bacterie gefixeerde stikstof (N) met de door de gastheer gefixeerde koolstof (C) die beide uit de directe omgeving opgenomen worden uit de atmosfeer.  
In 2024 is dit onderzoek hervat en men heeft aangetoond dat de bacteriën meer zijn dan symbionten omdat het genoom van de bacterie aanzienlijk gereduceerd is en omdat ze zich ook delen alvorens zich te verdelen over twee dochtercellen. De conclusie is dat de symbiotische cyanobacterie een waar organel is. Het organel wordt een nitroplast genoemd. De alg zou de eerste eukaryoot zijn die in staat is stikstof te fixeren en Braarudosphaera bigelowii is daarmee een vrijwel autonoom organisme.

## Galerij

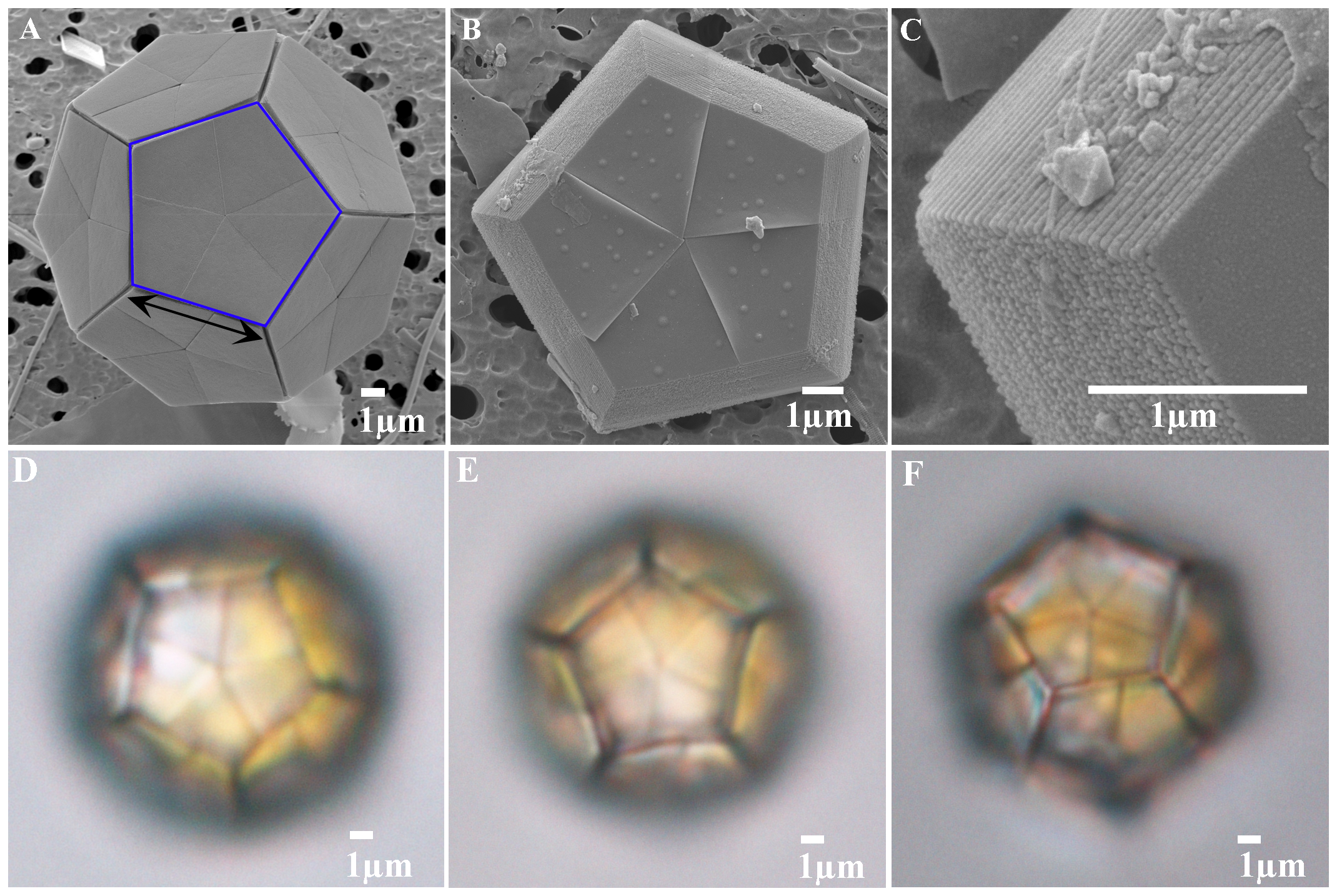
(A) SEM foto van een cel van B. bigelowii omgeven door 12 pentalieten. Een pentaliet, een plaatje van calcium carbonaat, dat aangegeven is met het blauwe open pentagon, bestaat uit vijf trapezoïdale segmenten. (B) SEM foto van pentaliet van B. bigelowii. (C) Close-up van de dichtstbijzijnde zijde van een pentaliet (D, E, F) Foto met lichtmicroscoop van verschillende exemplaren.
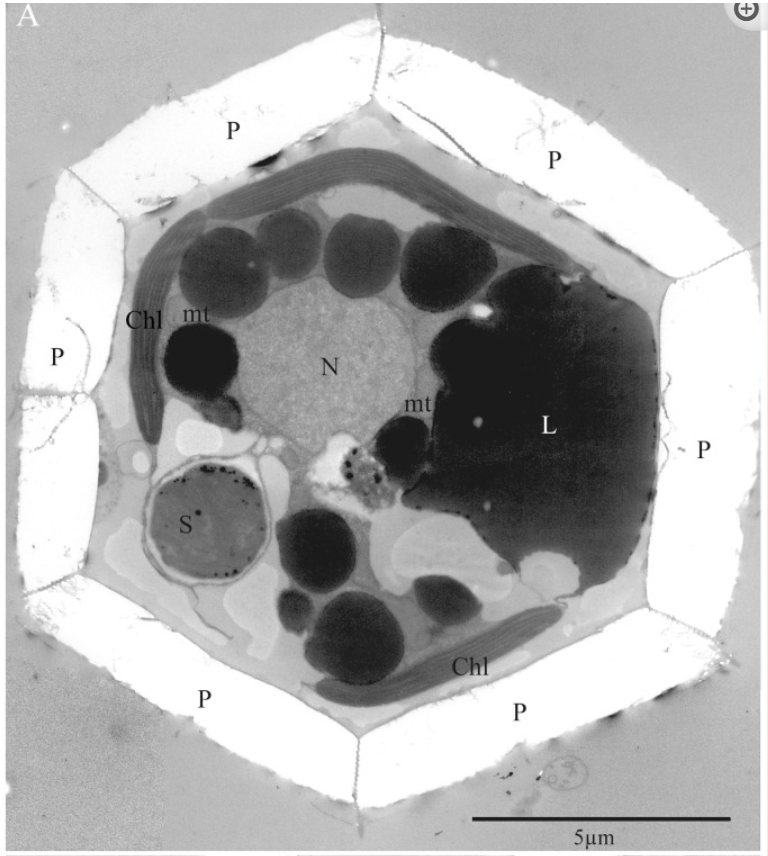
TEM foto van de alg Braarudosphaera bigelowii met celkern (N), chloroplasten (Chl), lipidebolletjes (L), pentalieten (P), mitochondriën (mt) en sferoïde lichaam (S) van de stikstoffixerende bacterie